# Vůz Bmz234 ČD
Vozy Bmz234 (původně Bmee234) číslované v intervalech 51 81 21-70 (23 vozů), 50 81 21-70 (7 vozů) a 61 81 21-70 (2 vozy) jsou řadou osobních vozů z vozového parku Českých drah. Všech 155 vozů bylo vyrobeno společností SGP Simmering mezi roky 1979 a 1982 pro Rakouské spolkové dráhy. V roce 2011 České dráhy odkoupily od ÖBB 32 vozů těchto řad.

## Technické informace
Jsou to oddílové vozy typu UIC-Z o délce 26 400 mm. Jejich nejvyšší povolená rychlost je 160 km/h. Vozy jsou vybaveny dvěma dvounápravovými podvozky typu SGP VS-RIC 75. Brzdová soustava vozu je tvořena kotoučovou brzdou se dvěma kotouči na každé nápravě.
Vnější nástupní dveře těchto vozů jsou jednokřídlé, předsuvné, ovládané madlem. Dveře jsou vybaveny pneumatickým dálkovým zavíráním a za jízdy jsou blokovány. Mezivozové přechodové dveře jsou dvoukřídlé, poloautomatické, posuvné do stran a jsou taktéž ovládané madlem.
Vozy z intervalů 51 81 21-70 a 50 81 21-70 mají polospouštěcí dvojitá okna. Do vozů z intervalu 61 81 21-70 byla dosazena klimatizace a okna byla vyměněna za celistvá neotevírací.
Vozy mají celkem jedenáct oddílů po šesti polohovatelných sedačkách, celková kapacita je tedy 66 sedících cestujících. Mimo to jsou vozy ještě vybaveny několika nouzovými sklopnými sedačkami na chodbě. Ve vozech z intervalu 61 81 21-70 jsou cestujícím k dispozici i zásuvkami 230 V.
Vozy jsou vybaveny centrálním zdrojem energie. Ten slouží k napájení osvětlení, příp. i klimatizace a zásuvek 230 V. Vozy jsou vybaveny teplovzdušným topením. Tyto vozy neumějí pracovat s nestandardním napětím 3 000 V, 50 Hz používaným k napájení a vytápění vlaků na napájecí soustavě 25 kV, 50 Hz v České republice a na Slovensku. Lokomotiva v čele vlaku, kde jsou tyto vozy řazeny, musí vlak napájet napětím 1500 V, 50 Hz.
Vozy číslované v intervalech 51 81 21-70 a 50 81 21-70 mají červeno-šedý lak v bývalém nátěru ÖBB. Vozy z intervalu 61 81 21-70 mají šedý nátěr v novém stylu ÖBB.

## Provoz
S vozy bylo původně zamýšleno na trať Praha – Plzeň – Cheb. Po odkoupení byly nasazeny však na vlaky kategorie expres mezi Prahou a Veselím nad Moravou, příp. Vsetínem kvůli požadavkům ministerstva dopravy na rychlost 160 km/h. Do provozu ale zasáhla pouze část vozů. Paradoxně byly postupně vozy této řady nahrazeny opět staršími řadami a v roce 2015 byly používány již jen jako vozy posilové především ve vlacích na východ od Prahy.[zdroj?]
V GVD 2024/25 jsou pravidelně nasazovány na rychlíky linky R10 (Praha - Hradec Králové - Trutnov). Vyskytují se i jako posilové vozy nebo jako náhrada za vozy jiných řad.
S dvěma vozy číslovanými v intervalu 61 54 21-70 se v provozu nepočítá. Jeden z nich je v provozu u Správy železnic jako servisní.

## Modernizace
Vozy z intervalu 61 81 21-70 prošly u ÖBB tzv. Upgrading-Programmem. Součástí modernizace bylo dosazení klimatizace, zásuvek 230 V a zvýšení výkonu CZE. Tyto vozy byly původně označeny u Českých drah jako Bmee235.
V září 1988 bylo u devíti vozů zrušeno jedno WC a nahrazeno telefonním automatem. Později byl automat odstraněn a na jeho místě vznikl služební oddíl. Vozy byly přeznačeny do intervalu 50 81 21 70 a sedm těchto vozů koupily České dráhy.
Vozy měly v průběhu let 2012–2013 projít modernizací, která se měla skládat z úpravy interiéru i exteriéru vozů do jednotného nátěru Českých drah od studia Najbrt, úpravy CZE kvůli podpoře napětí 3 000 V, 50 Hz a dosazení WC buňky do těch vozů, kde ÖBB jednu zrušilo, nicméně k tomu nedošlo.[zdroj?]